# Villa Saletta
Villa Saletta è una frazione del comune italiano di Palaia, nella provincia di Pisa, in Toscana.
Gran parte del borgo, che sorge circa 4 km a sud-ovest di Palaia tra il torrente Roglio e il suo tributario Tosola, è un complesso disabitato della villa Riccardi, con ampie abitazioni per i contadini, strutture agricole di servizio e ben due chiese.

## Storia
Il nome Saletta (già Saletto sino al X) è di origine longobarda, e sta ad indicare un insediamento campestre con annessa villa signorile che in lingua longobarda veniva chiamato Sala.
La prima testimonianza risalente a Saletto si rileva, come ci dice Emanuele Repetti, nell'Archivio Arcivescovile Lucchese del 27 giugno 980, in riferimento ad una riorganizzazione dei livelli della zona. 
La sua parrocchia fino al 1260 era dedicata ai SS. Pietro e Michele,ed era immersa in una vasta tenuta omonima, come denotato dal catalogo delle chiese della diocesi di Lucca.
A partire dalla seconda metà del Quattrocento proprietaria del Borgo fu la famiglia Riccardi. 
Sempre da documenti vescovili sappiamo che la parrocchia di SS. Pietro e Michele a Saletta contava, nel 1833, ben 438 abitanti.
Durante la seconda guerra mondiale Villa Saletta fu occupata sia dall'esercito tedesco che italiano comportando anche una incursione da parte del nucleo SS.

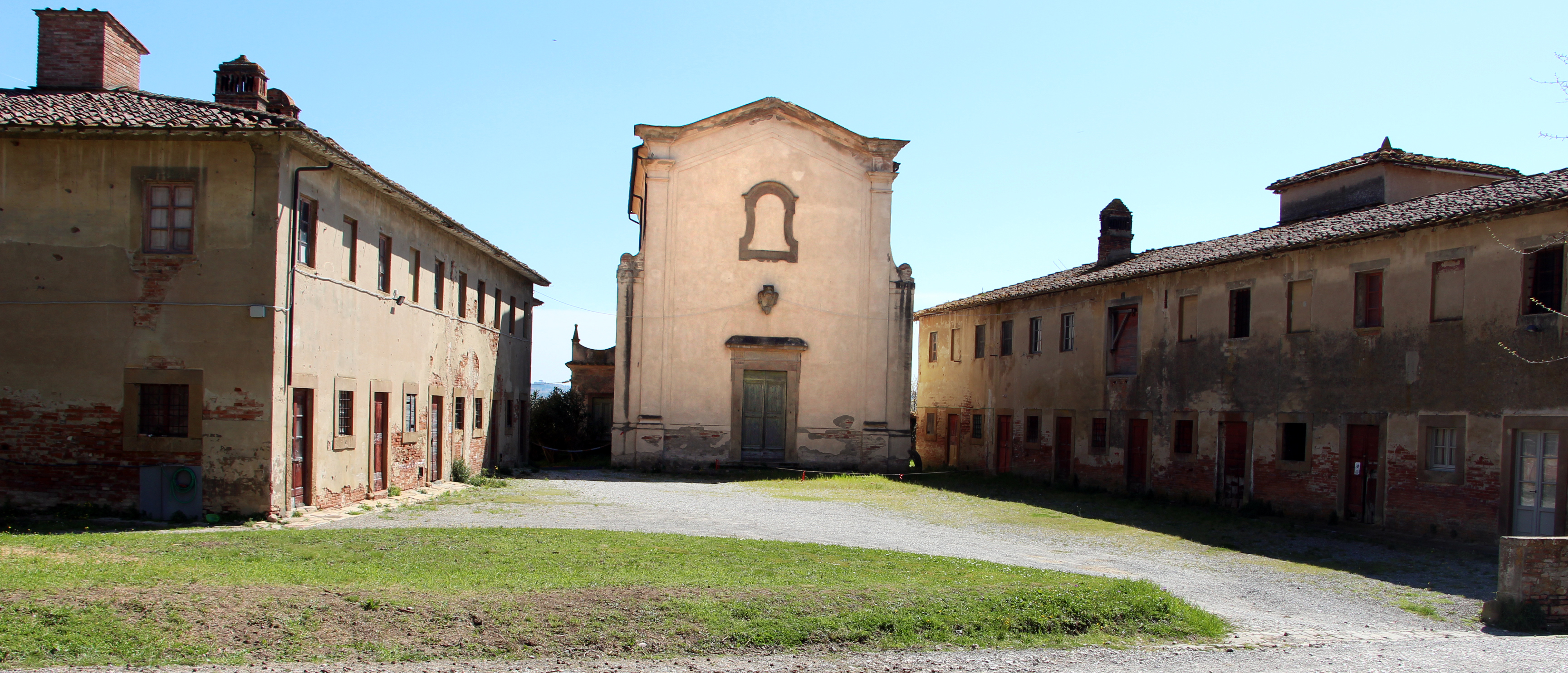
L'oratorio
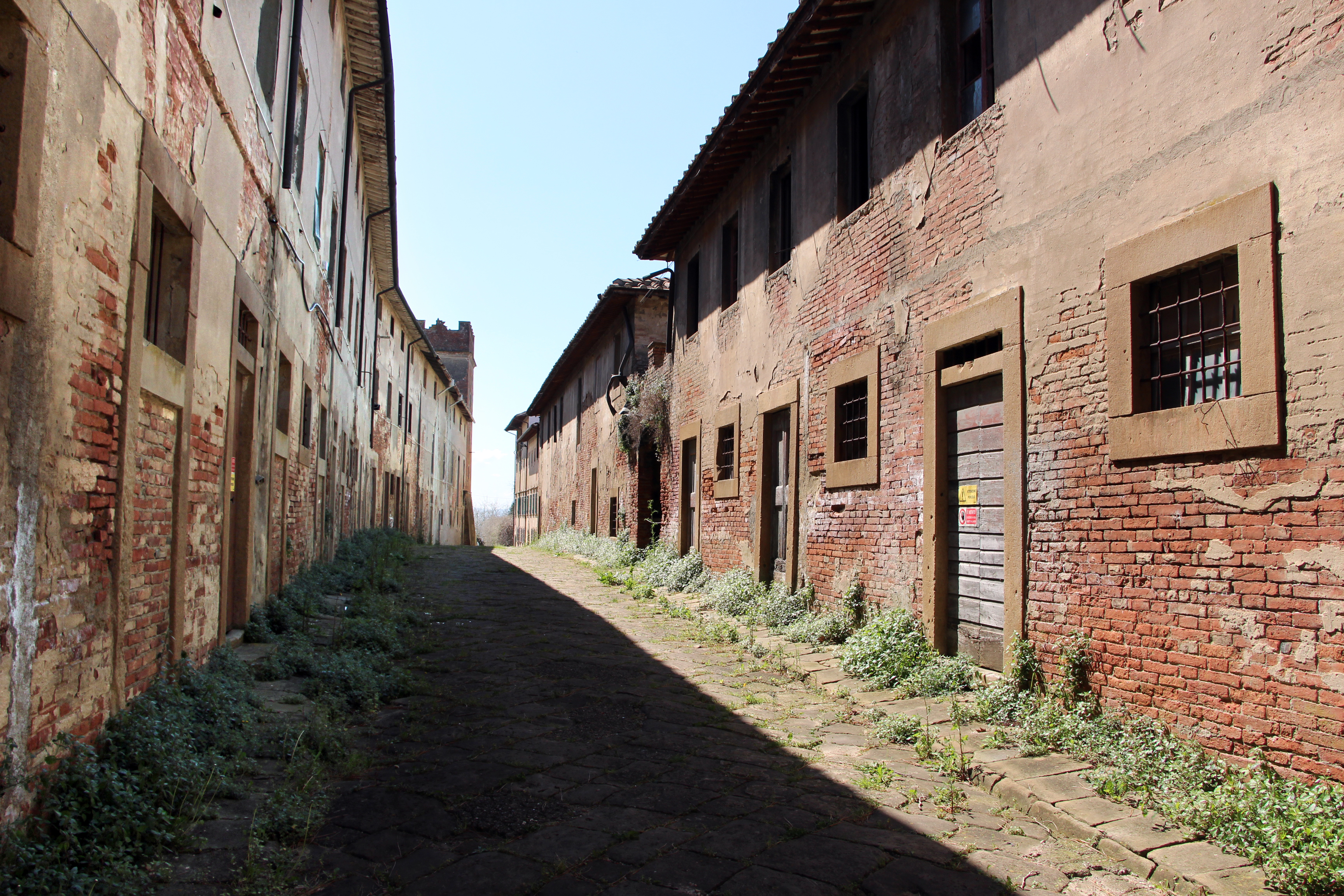
L'asse del borgo, con le case dei lavoratori e gli edifici di servizio
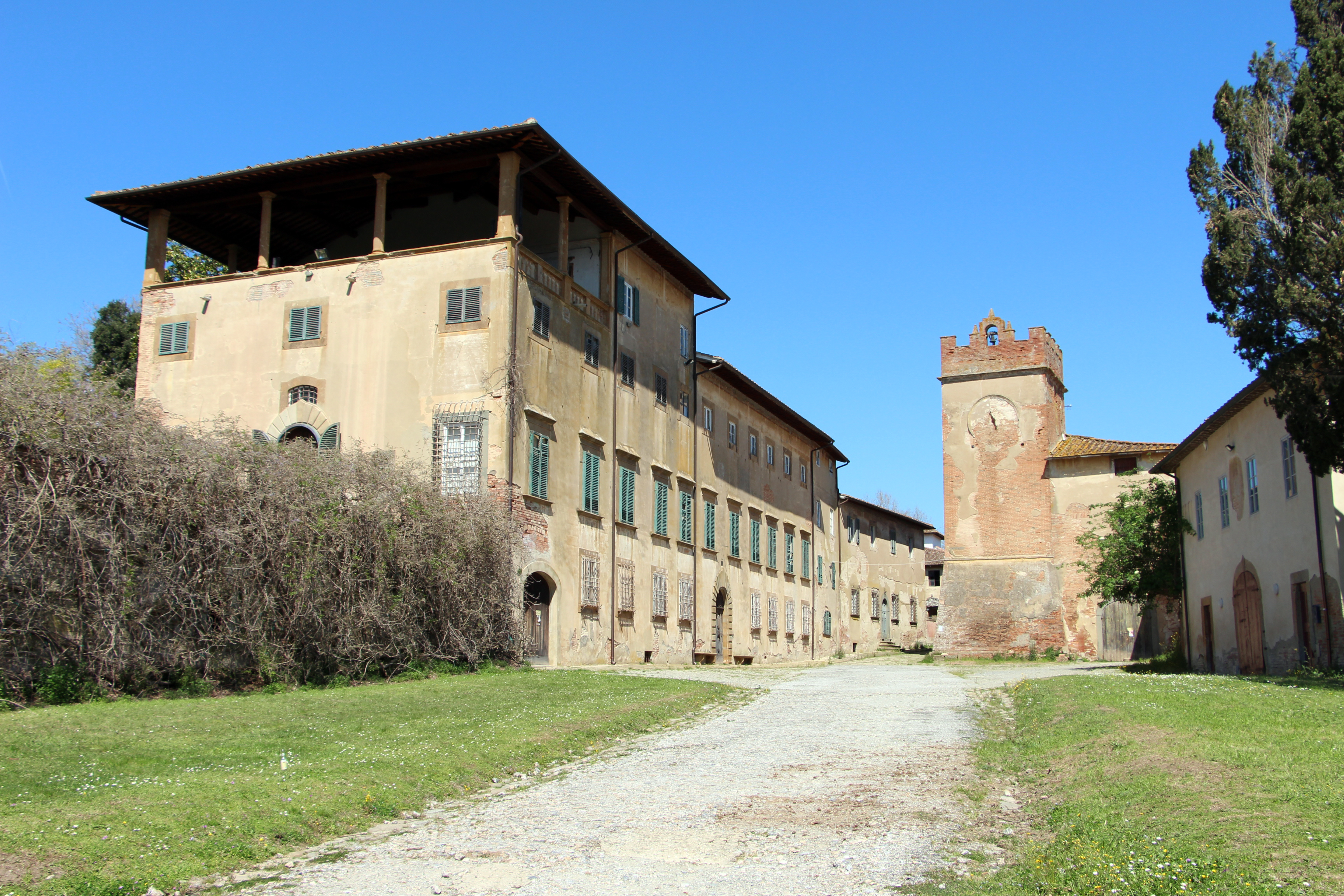
La villa padronale
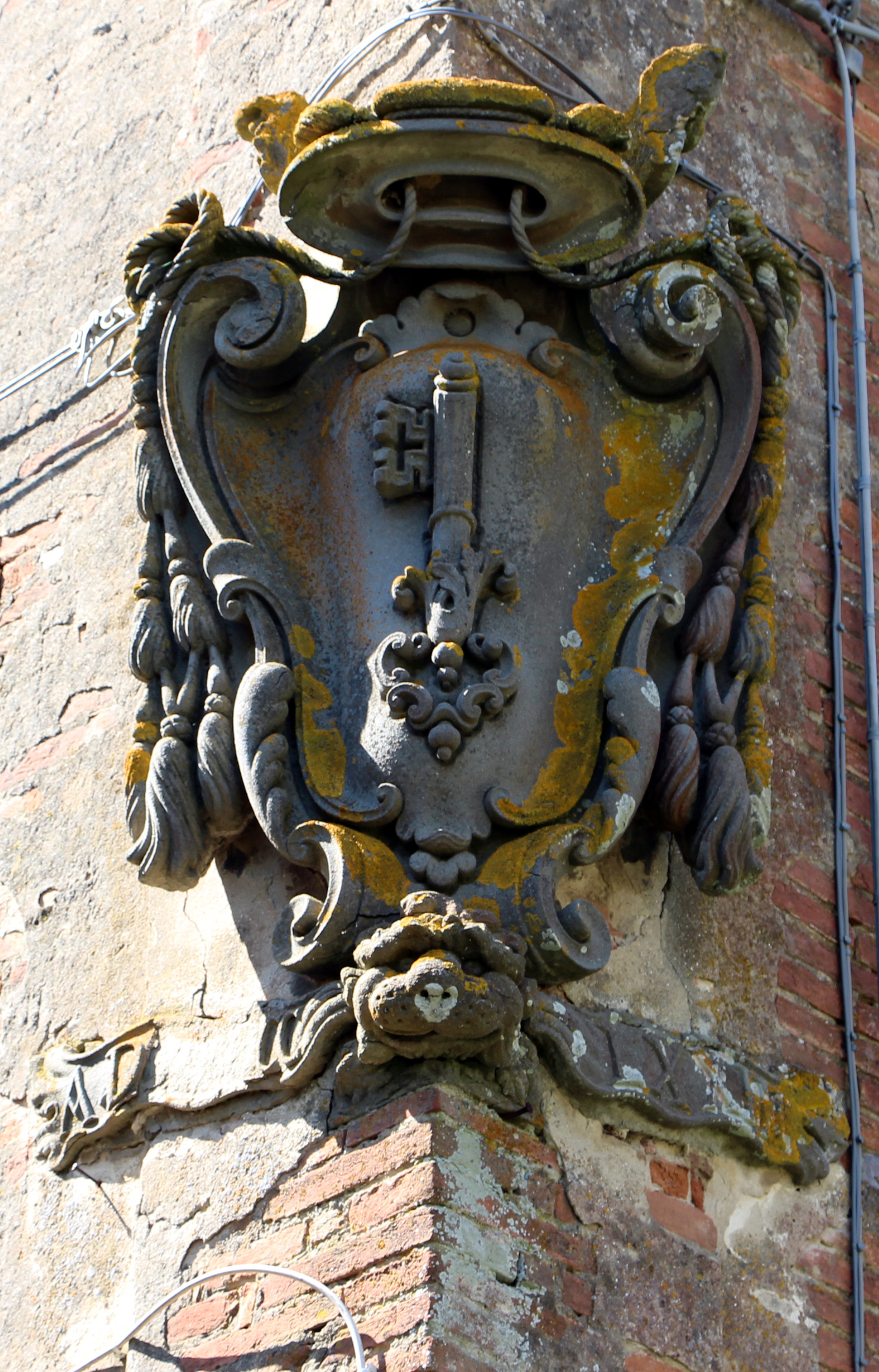
Stemma Riccardi

## Cinema
- La notte di San Lorenzo di Paolo e Vittorio Taviani
- Fiorile di Paolo e Vittorio Taviani
- Io e Napoleone di Paolo Virzì